# 网络存档
网络存档是指人們將万维网網站保存在一個地方，以便於未来的研究人员、历史学家和公众使用。因為許多網站會關閉以及消失，如果不及時保存，網站上的內容將不復存在。由于網站的规模和数量都非常巨大，通常人們用網路爬蟲自动抓取網站內容並將其保存。网站时光机就是負責网络存档的網站之一。国家图书馆、国家档案馆和各种组织也開始保存具有重要文化意义的Web内容。

## 历史与发展
互联网档案馆是全球第一个大型网络归档项目，这是布魯斯特·卡利于1996 年创建的非营利组织。 互联网档案馆于2001年发布了自己的搜索引擎网站时光机，用于查看已保存的Web内容 。 截至 2018 年，互联网档案馆已保存40 PB的数据。 